# Негојешти (Прахова)
Негојешти (рум. Negoiești) насеље је у Румунији у округу Прахова у општини Брази. Oпштина се налази на надморској висини од 146 m.

## Становништво
Према подацима из 2002. године у насељу је живело 1851 становника, од којих су сви румунске националности.